# Santarcangelo Calcio 2015-2016
Questa voce raccoglie le informazioni riguardanti il Santarcangelo Calcio nelle competizioni ufficiali della stagione 2015-2016.

## Stagione
Nella stagione 2015-2016 il Santarcangelo è alla seconda partecipazione a un campionato di terza serie della sua storia, al girone B della Lega Pro 2015-2016.
Allenatore della squadra è Lamberto Zauli.
La presentazione della squadra è avvenuta il 27 agosto 2015.

## Divise e sponsor
Lo sponsor tecnico è Asics, quello ufficiale è Centro Petroli Baroni.
| 1º divisa | 2º divisa | 3º divisa | 4º divisa |

## Organigramma societario
Fonti:
Area direttiva
- Presidente: Roberto Brolli
- Vicepresidente: Giuseppe Mussoni
- Amministratore delegato: Maurizio Pazzini
- Direttore sportivo: Oberdan Melini
- Coordinatore tecnico: Paolo Bravo
- Responsabile organizzativo: Depaolo Giacomini
- Responsabile marketing: Gigliola Di Fiore
- Accompagnatore ufficiale: Daniele Lani

Staff tecnico e sanitario
- Allenatore: Lamberto Zauli
- Viceallenatore: Rodolfo Giorgetti
- Preparatore atletico: Mattia Vincenzi
- Allenatore dei portieri: Fabio Bravetti
- Fisioterapista: Pietro Rossini
- Massofisioterapista: Patrick Lappezzata
- Responsabile sanitario: Stefania Raimondi
- Magazziniere: Davide Forchino

## Rosa
| N. |                   | Ruolo | Calciatore               |
| -- | ----------------- | ----- | ------------------------ |
|    | Italia (bandiera) | P     | Matteo Malagoli          |
|    | Italia (bandiera) | P     | Michele Nardi (capitano) |
|    | Italia (bandiera) | P     | Nicola Sambo             |
|    | Italia (bandiera) | D     | Davide Adorni            |
|    | Italia (bandiera) | D     | Filippo Capitanio        |
|    | Italia (bandiera) | D     | Alessandro Castellana    |
|    | Italia (bandiera) | D     | Mirko Drudi              |
|    | Italia (bandiera) | D     | Riccardo Fulvi           |
|    | Italia (bandiera) | D     | Davide Mordini           |
|    | Italia (bandiera) | D     | Daniele Mori             |
|    | Italia (bandiera) | D     | Francesco Quintavalla    |
|    | Italia (bandiera) | D     | Giovanni Rossi           |
|    | Italia (bandiera) | D     | Andrea Venturini         |
|    | Italia (bandiera) | D     | Andrea Zamagni           |
|    | Italia (bandiera) | C     | Tommaso Arrigoni         |
|    | Italia (bandiera) | C     | Federico Berardi         |
|    | Italia (bandiera) | C     | Felice Di Cecco          |

| N. |                         | Ruolo | Calciatore             |
| -- | ----------------------- | ----- | ---------------------- |
|    | Italia (bandiera)       | C     | Leonardo Fuchi         |
|    | Italia (bandiera)       | C     | Fabio Gerli            |
|    | Italia (bandiera)       | C     | David Gnoli            |
|    | Italia (bandiera)       | C     | Carlo Ilari            |
|    | Italia (bandiera)       | C     | Matias Mancini         |
|    | Ghana (bandiera)        | C     | Francis Obeng          |
|    | Italia (bandiera)       | C     | Davide Petermann       |
|    | Italia (bandiera)       | C     | Antonio Romano         |
|    | Italia (bandiera)       | C     | Michele Valentini      |
|    | Italia (bandiera)       | C     | Dario Venitucci        |
|    | Burkina Faso (bandiera) | C     | Abdul Yabré            |
|    | Italia (bandiera)       | A     | Emanuele Bardelloni    |
|    | Italia (bandiera)       | A     | Alessandro De Respinis |
|    | Italia (bandiera)       | A     | Alessandro De Vena     |
|    | Italia (bandiera)       | A     | Marco Guidone          |
|    | Italia (bandiera)       | A     | Francesco Margiotta    |
|    | Italia (bandiera)       | A     | Federico Palmieri      |

## Calciomercato
Riconfermato il portiere e capitano Michele Nardi, presenza ultradecennale.
Rinnovato il prestito per Filippo Capitanio e Davide Adorni dal Cesena.
Lasciano dopo quattro stagioni in gialloblù l'attaccante Ivan Graziani (a Castiglione di Ravenna) e dopo sei stagioni Claudio Cola, destinazione Forlì.

### Sessione estiva(dal 01/07 al 31/08)
| Acquisti | Acquisti               | Acquisti        | Acquisti              |
| R.       | Nome                   | da              | Modalità              |
| -------- | ---------------------- | --------------- | --------------------- |
| P        | Nicola Sambo           | Spezia          | prestito              |
| P        | Matteo Malagoli        | Bologna         | definitivo            |
| D        | Mirko Drudi            | Forlì           | definitivo (biennale) |
| D        | Francesco Quintavalla  | Real Vicenza    | definitivo            |
| D        | Andrea Venturini       | Cesena          | prestito              |
| D        | Davide Mordini         | Cesena          | prestito              |
| D        | Andrea Zamagni         | Cesena          | prestito              |
| C        | Felice Di Cecco        | Cesena          | prestito              |
| C        | Carlo Ilari            | Juventus        | prestito              |
| C        | Tommaso Arrigoni       | Cesena          | prestito              |
| C        | Antonio Romano         | Napoli          | prestito              |
| C        | Davide Petermann       | Palermo         | prestito              |
| C        | Oumar Toure            | Inter           | definitivo            |
| C        | Dario Venitucci        | Barletta        | definitivo (biennale) |
| C        | Abdul Meyker Yabré     | Cesena          | prestito              |
| A        | Francesco Margiotta    | Juventus        | prestito              |
| A        | Alessandro De Vena     | Aversa Normanna | definitivo (biennale) |
| A        | Federico Palmieri      | Carpi           | prestito              |
| A        | Alessandro De Respinis | Mantova         | prestito              |

| Cessioni | Cessioni               | Cessioni       | Cessioni      |
| R.       | Nome                   | a              | Modalità      |
| -------- | ---------------------- | -------------- | ------------- |
| P        | Filippo Lombardi       | Bologna        | fine prestito |
| D        | Erik Amedeo Ballardini | Lucchese       | definitivo    |
| D        | Claudio Cola           | Forlì          | definitivo    |
| D        | Marcello Possenti      | Reggiana       | fine prestito |
| D        | Mohamed Lamine Traoré  | Cesena         | fine prestito |
| C        | Riccardo Berardino     | -              | svincolato    |
| C        | Dimitri Bisoli         | Fidelis Andria | definitivo    |
| C        | Sergio Garufi          | Catania        | fine prestito |
| C        | Samuele Olivi          | Mantova        | fine prestito |
| C        | Giacomo Ridolfi        | Carpi          | fine prestito |
| C        | Anthony Taugourdeau    | Piacenza       | definitivo    |
| C        | Oumar Toure            | Juventus       | prestito      |
| A        | Vittorio Argeri        | Virtus Entella | fine prestito |
| A        | Alessandro De Respinis | Mantova        | fine prestito |
| A        | Vito Falconieri        | Parma          | fine prestito |
| A        | Ivan Graziani          | Ribelle        | definitivo    |
| A        | Thomas Pedrabissi      | Cesena         | fine prestito |
| A        | Sorin Ionel Radoi      | Ravenna        | -             |
| A        | Moussa Souare          | Bologna        | prestito      |

### Sessione invernale(dal 04/01 all'1/02)
| Acquisti | Acquisti              | Acquisti       | Acquisti   |
| R.       | Nome                  | da             | Modalità   |
| -------- | --------------------- | -------------- | ---------- |
| D        | Alessandro Castellana | Reggiana       | prestito   |
| D        | Daniele Mori          | Udinese        | prestito   |
| C        | Fabio Gerli           | Virtus Entella | prestito   |
| C        | Michele Valentini     | Campobasso     | prestito   |
| A        | Emanuele Bardelloni   |                | svincolato |

| Cessioni | Cessioni              | Cessioni       | Cessioni      |
| R.       | Nome                  | a              | Modalità      |
| -------- | --------------------- | -------------- | ------------- |
| D        | Francesco Quintavalla |                | svincolato    |
| D        | Andrea Venturini      | Cesena         | fine prestito |
| D        | Andrea Zamagni        | Cesena         | fine prestito |
| C        | Davide Petermann      | Palermo        | fine prestito |
| A        | Alessandro De Vena    | Fidelis Andria | definitivo    |

## Risultati

### Campionato

#### Girone di andata
| Arbitro: | Curti (Milano) |

|               |           |          |
| Petermann 17’ | Marcatori | 52’ Cori |

| Arbitro: | Sprezzola (Mestre) |

|             |           |             |
| Dettori 86’ | Marcatori | 22’ Guidone |

| Arbitro: | Maggioni (Lecco) |

|             |           |                        |
| Guidone 22’ | Marcatori | 44’ Petrella 50’ Moreo |

| Pistoia 26 settembre 2015, ore 15:00 CEST 4ª giornata | Pistoiese          | 0 – 0 referto | Santarcangelo | Stadio Marcello Melani (853 spett.)\| Arbitro: \| Camplone (Pescara) \| |
| Arbitro:                                              | Camplone (Pescara) |               |               |                                                                         |

| Arbitro: | Rossi (Rovigo) |

|                    |           |                        |
| De Vena 45+2’, 66’ | Marcatori | 4’ Starita 37’ Mannini |

| Arbitro: | Pillitteri (Palermo) |

|             |           |               |
| Guidone 13’ | Marcatori | 65’ Mendicino |

| Arbitro: | Pagliardini (Arezzo) |

|                        |           |             |
| Cocuzza 23’ Virdis 69’ | Marcatori | 27’ De Vena |

| Arbitro: | Sprezzola (Mestre) |

|                               |           |              |
| Venitucci 90+3’ (rig.), 90+5’ | Marcatori | 70’ Benvenga |

| Arbitro: | Guarino (Caltanissetta) |

|           |           |              |
| Perna 40’ | Marcatori | 4’ Margiotta |

| Arbitro: | Paterna (Teramo) |

|  |           |                           |
|  | Marcatori | 19’ Margiotta 36’ Guidone |

| Arbitro: | Meleleo (Casarano) |

|  |           |           |
|  | Marcatori | 37’ Sfanò |

| Arbitro: | Schirru (Nichelino) |

|             |           |  |
| Colombo 39’ | Marcatori |  |

| Arbitro: | Tardino (Milano) |

|  |           |                 |
|  | Marcatori | 42’, 88’ Zigoni |

| Arbitro: | Mancini (Fermo) |

|  |           |               |
|  | Marcatori | 17’ Margiotta |

| Santarcangelo di Romagna 12 dicembre 2015, ore 14:30 CET 15ª giornata | Santarcangelo    | 0 – 0 referto | Prato | Stadio Valentino Mazzola (353 spett.)\| Arbitro: \| Capone (Palermo) \| |
| Arbitro:                                                              | Capone (Palermo) |               |       |                                                                         |

| Arbitro: | Di Gioia (Nola) |

|                              |           |  |
| Scappini 27’ Cesaretti 90+4’ | Marcatori |  |

| Arbitro: | D'Apice (Arezzo) |

|           |           |  |
| Rossi 42’ | Marcatori |  |

#### Girone di ritorno
| Arbitro: | Miele (Torino) |

|                                    |           |               |
| Tremolada 56’, 90+3’ Madrigali 69’ | Marcatori | 54’ Margiotta |

| Arbitro: | Vesprini (Macerata) |

|                          |           |  |
| Ilari 62’ Bardelloni 80’ | Marcatori |  |

| Arbitro: | Volpi (Arezzo) |

|              |           |               |
| Petrella 82’ | Marcatori | 39’ Margiotta |

| Arbitro: | Viotti (Tivoli) |

|                                      |           |           |
| Margiotta 6’ Ilari 64’ Venitucci 66’ | Marcatori | 55’ Mungo |

| Arbitro: | Zanonato (Vicenza) |

|                |           |             |
| Verna 25’, 30’ | Marcatori | 11’ Guidone |

| Arbitro: | Mastrodonato (Molfetta) |

|  |           |                  |
|  | Marcatori | 57’, 64’ Guidone |

| Arbitro: | De Tullio (Bari) |

|             |           |             |
| Guidone 84’ | Marcatori | 77’ Palumbo |

| Arbitro: | Fourneau (Roma 1) |

|              |           |           |
| Pozzebon 16’ | Marcatori | 79’ Ilari |

| Arbitro: | Ranaldi (Tivoli) |

|                                 |           |  |
| Margiotta 63’ Pesoli 65’ (aut.) | Marcatori |  |

| Arbitro: | Pillitteri (Palermo) |

|  |           |                            |
|  | Marcatori | 20’ (aut.) Rossi 69’ Paoli |

| Aprilia 23 marzo 2016, ore 15:00 CET 28ª giornata | Lupa Roma           | 0 – 0 referto | Santarcangelo | Stadio Quinto Ricci (750 spett.)\| Arbitro: \| De Remigis (Teramo) \| |
| Arbitro:                                          | De Remigis (Teramo) |               |               |                                                                       |

| Arbitro: | Catona (Reggio Calabria) |

|                                          |           |                     |
| Guidone 14’, 88’ Margiotta 25’ Ilari 31’ | Marcatori | 74’ (rig.) Giovinco |

| Arbitro: | Ranaldi (Tivoli) |

|                                        |           |              |
| Zigoni 12’ Cellini 38’ (rig.) Mora 61’ | Marcatori | 6’ Margiotta |

| Arbitro: | Pagliardini (Arezzo) |

|  |           |             |
|  | Marcatori | 5’ Polidori |

| Arbitro: | Mainardi (Bergamo) |

|                                        |           |                                          |
| Ogunseye 19’ Capello 87’ Moncini 90+4’ | Marcatori | 35’ Guidone 38’ Venitucci 85’ Castellana |

| Arbitro: | Di Martino (Teramo) |

|                                |           |              |
| De Respinis 41’ Bardelloni 71’ | Marcatori | 21’ Scappini |

| Arbitro: | Mastrodonato (Molfetta) |

|                     |           |                                         |
| Fioretti 59’ (rig.) | Marcatori | 10’ Guidone 45’ Valentini 85’ Venitucci |

### Coppa Italia Lega Pro

#### Fase eliminatoria a gironi
| Squadra       | P.ti | G | V | N | P | GF | GS | DR |
| ------------- | ---- | - | - | - | - | -- | -- | -- |
| Santarcangelo | 4    | 2 | 1 | 1 | 0 | 2  | 1  | +1 |
| Rimini        | 3    | 2 | 1 | 0 | 1 | 2  | 2  | 0  |
| Maceratese    | 1    | 2 | 0 | 1 | 1 | 0  | 1  | -1 |

| Arbitro: | Paterna (Teramo) |

|             |           |                        |
| Varutti 85’ | Marcatori | 9’ De Vena 70’ Guidone |

| Santarcangelo di Romagna 30 agosto 2015, ore 17:30 CEST Girone F - 3ª giornata | Santarcangelo       | 0 – 0 referto | Maceratese | Stadio Valentino Mazzola (133 spett.)\| Arbitro: \| De Remigis (Teramo) \| |
| Arbitro:                                                                       | De Remigis (Teramo) |               |            |                                                                            |

#### Fase a eliminazione diretta
| Arbitro: | De Remigis (Teramo) |

|                                                                                  |                      |                                                                               |
| Pane 36’ Disanto 97’                                                             | Marcatori            | 90+3’ Palmieri 120+2’ (rig.) Arrigoni                                         |
| Gemignani Kabashi Disanto Sané Supino Della Latta Videtta Risaliti Cardelli Gioè | Tiri di rigore 7 – 8 | Obeng Mordini Arrigoni Zamagni Palmieri Fulvi Venturini Berardi Mancini Sambo |

| Arbitro: | Amabile (Vicenza) |

|  |           |             |
|  | Marcatori | 56’ De Vena |

| Arbitro: | Giua (Pisa) |

|  |           |                                              |
|  | Marcatori | 16’, 42’, 54’ Cellini 18’ Grassi 47’ Posocco |

## Statistiche

### Statistiche di squadra
| Competizione          | Punti   | In casa | In casa | In casa | In casa | In casa | In casa | In trasferta | In trasferta | In trasferta | In trasferta | In trasferta | In trasferta | Totale | Totale | Totale | Totale | Totale | Totale | DR |
| Competizione          | Punti   | G       | V       | N       | P       | Gf      | Gs      | G            | V            | N            | P            | Gf           | Gs           | G      | V      | N      | P      | Gf     | Gs     | DR |
| --------------------- | ------- | ------- | ------- | ------- | ------- | ------- | ------- | ------------ | ------------ | ------------ | ------------ | ------------ | ------------ | ------ | ------ | ------ | ------ | ------ | ------ | -- |
| Lega Pro (Girone B)   | 39 (-6) | 17      | 7       | 5       | 5       | 22      | 17      | 17           | 4            | 7            | 6            | 19           | 21           | 34     | 11     | 12     | 11     | 41     | 38     | +3 |
| Coppa Italia Lega Pro | 4       | 2       | 0       | 1       | 1       | 0       | 5       | 3            | 2            | 1            | 0            | 5            | 3            | 5      | 2      | 2      | 1      | 5      | 8      | -3 |
| Totale                | 43      | 19      | 7       | 6       | 6       | 22      | 22      | 20           | 6            | 8            | 6            | 24           | 24           | 39     | 13     | 14     | 12     | 46     | 46     | 0  |

### Andamento in campionato
| Giornata  | 1  | 2 | 3  | 4  | 5  | 6  | 7  | 8 | 9  | 10 | 11 | 12 | 13 | 14 | 15 | 16 | 17 | 18 | 19 | 20 | 21 | 22 | 23 | 24 | 25 | 26 | 27 | 28 | 29 | 30 | 31 | 32 | 33 | 34 |
| --------- | -- | - | -- | -- | -- | -- | -- | - | -- | -- | -- | -- | -- | -- | -- | -- | -- | -- | -- | -- | -- | -- | -- | -- | -- | -- | -- | -- | -- | -- | -- | -- | -- | -- |
| Luogo     | C  | T | C  | T  | C  | C  | T  | C | T  | T  | C  | T  | C  | T  | C  | T  | C  | T  | C  | T  | C  | T  | T  | C  | T  | C  | C  | T  | C  | T  | C  | T  | C  | T  |
| Risultato | N  | N | P  | N  | N  | N  | P  | V | N  | V  | P  | P  | P  | V  | N  | P  | V  | P  | V  | N  | V  | P  | V  | N  | N  | V  | P  | N  | V  | P  | P  | N  | V  | V  |
| Posizione | 10 | 8 | 11 | 12 | 15 | 13 | 14 | 9 | 13 | 10 | 12 | 13 | 13 | 12 | 13 | 14 | 12 | 14 | 11 | 15 | 14 | 15 | 14 | 15 | 15 | 11 | 13 | 12 | 11 | 12 | 13 | 13 | 12 | 11 |

Legenda:

Luogo: C = Casa; T = Trasferta. Risultato: V = Vittoria; N = Pareggio; P = Sconfitta.